# Navadna robinija
Navadna robinija ali neprava akacija (znanstveno ime Robinia pseudoacacia) je listopadno drevo iz družine metuljnic, ki uspeva tudi v Sloveniji.

## Opis
Znanstveno ime drevesa izvira iz grške besede pseudés - nepravi in acacia, kot ga je napačno poimenoval Linne. Drevo je samoraslo na vzhodu ZDA, od tam pa so jo zanesli povsod po svetu. V Evropi je tako navadna robinija že postala velik vsiljivec, ki se hitro širi.
Navadna robinija zraste do 25 metrov visoko, deblo pa ima pokončno, pokrito pa je z rjavo sivo močno razpokano skorjo. Krošnja drevesa je okrogla, sestavljajo pa jo veje, polne dolgih trnov. Listi so svetlo zeleni in pernato deljeni na manjše lističe. Listi so na rdeče rjave mlade vejice nameščeni premenjalno, sestavljeni pa so iz 7 do 20 majhnih lističev z gladkim listnim robom. Na bazi peclja poganjata iz veje po dva trna, ki sta v resnici preobražena prilista. 
Cvetovi navadne robinije so beli in združeni v velika grozdasta socvetja, polna medu. Cvetovi so užitni, v času cvetenja (od maja do junija) pa z močnim vonjem privabljajo veliko žuželk. Oplojeni cvetovi postanejo viseči usnjati stroki, polni semen (od 4 do 10 fižolu podobnih semen).

## Razširjenost in uporabnost
Domovina navadne robinije so ZDA, danes pa je ta drevesna vrsta razširjena tudi v Evropi, kjer ponekod zaradi hitrega razraščanja že postaja grožnja ekosistemu. Razmnožuje se s semeni ali potaknjenci ter s koreninskimi poganjki. Navadna robinija ne mara kamnite podlage in rastišč z zastajajočo vodo ali visoko podtalnico. Za razvoj potrebuje veliko svetlobe, zaradi česar se najpogosteje pojavlja na gozdnih obronkih ali posekah. Občutljiva je za veter, sneg in nizke temperature, zato je v Evropi najbolj razširjena v vinorodnih predelih. Najbolje uspeva v čistih sestojih, v gozdnih združbah raste skupaj z brezo, topolom, javorjem, jesenom, brestom, črnim gabrom in hrastom.
Les navadne robinije je trd in trpežen, je pa to tudi ena najbolj medonosnih drevesnih vrst in tudi cenjeno okrasno drevo. Ker dobro prenaša onesnažen zrak, jo pogosto sadijo v mestih. Zaradi kakovostnega lesa robinijo marsikje umetno zasajajo. Znani so veliki čisti robinijini gozdovi na Madžarskem, od koder prihaja kakovostna hlodovina starejših dreves, ki tam dosegajo večjo višino in se tudi bolj debelijo. Zaradi velike trpežnosti les tega drevesa na veliko uporabljajo v kolarstvu, kot gradbeni les, za železniške pragove, primeren je za ročaje za orodja, zaradi obstojnosti pa tudi za gradnjo mostov, plovil in sodov, v Sloveniji pa jo pogosto uporabljajo vinogradniki, ki iz navadne robinije izdelujejo kole za svoje vinograde. Les robinije je nepogrešljiv tudi kot jamski les, ker začne ob velikih obremenitvah glasno pokati. 
Cvetove oz. socvetja robinije so užitni in jih lahko uporabljamo za okraševanje hrane, odišavljanje marmelade ali pa jih ocvremo v pivskem testu. Drugi deli te rastline (listi in les) so strupeni, prav tako pa moramo paziti, da svetov robinije ne zamenjamo s svetovi strupene glicinije ali nagnoja. 